# Ludvika
För andra betydelser, se Ludvika (olika betydelser).
Ludvika är en tätort belägen vid sjön Väsman i Västerbergslagen i södra Dalarna. Orten ligger huvudsakligen i Ludvika kommun (Ludvika distrikt) medan den östligaste delen hör till Smedjebackens kommun (Norrbärke distrikt). Ludvika är centralort i Ludvika kommun. Ludvika har 15 614 invånare (2020) och är den 83:e största tätorten i Sverige. Det är också Dalarnas tredje största tätort, efter Borlänge och Falun.

## Historia
Vid Ludvika ström lät Gustav Vasa anlägga Ludvika kronobruk omkring 1550. Detta var Sveriges första kronobruk för stångjärnssmide. År 1726 såldes bruket till familjen Cedercreutz. Mot slutet av 1800-talet blev bruket allt mindre lönsamt, och lades därför ned efter hand. Innan dess hann dock Ludvika få nya näringar som kom att ersätta bruket. Familjen Roth, som var brukets ägare från och med 1836, utökade bruket med ett sågverk och ett vattenkraftverk. Ludvika bruk lade ner produktionen 1920.
Ludvika kapell (Lodwija capell) byggdes år 1652 på bruksområdet Hammarbacken och ersattes 1752 av Ludvika Ulrika kyrka som uppfördes längre söderut. Platsen för Ludvika kapell kallas än idag Kapellhagen.
År 1860 fick Ludvika genom den smalspåriga Väsman–Barkens Järnväg förbindelse med Strömsholms kanal. 1873 öppnades järnvägen Ludvika-Frövi, 1875 bandelen Ludvika-Falun, 1877 bandelen Ludvika-Kil, 1903 Ludvika-Ängelsberg och 1907 Ludvika-Vansbro. 1900 bildades Elektriska AB Magnet för tillverkning av elektriska maskiner och elektrisk materiel och samma år öppnade företagets verkstadsdel, Ludvikaverken. 1931 fanns 15 industriföretag i Ludvika, med 964 arbetare, av vilka 775 var anställda vid Ludvikaverken. 1900-1901 byggdes Ludvika kraftverk vid det 17,7 meter höga vattenfallet i Ludvika ström där bruket tidigare varit beläget. 1900 anlades även Ludvika ångsåg vid Väsman. Och intill ångsågen byggdes 1902-1903 Ludvika tegelbruk, som under 1920-talet var en av Ludvikas största arbetsgivare. Ludvika blev 1902 municipalsamhälle med omkring 600-700 invånare, 1915 köping med 3 083 invånare och 1919 stad med 3 729 invånare.

### Ortnamnet
Tolkningen av namnet Ludvika är långt ifrån säker. Namnet är tidigast belagt 1539 och syftade då på en bergsmansgård (1539 Lodvika, 1541 Loduika, 1550 Lodwijkom)  i den nuvarande tätortens västra del. Byn har sannolikt fått sitt namn av den intilliggande Lyviken i sjön Väsman. Vikens namn kan möjligtvis i sin tur kopplas till det i källorna obelagda namnet Lydhia på det vattendrag som mynnar där. Detta namn är i så fall bildat till ett ord som är besläktat med ludd och luden och som syftar på förekomsten av bladvass. Enligt en annan tolkning skulle förleden i vikens namn istället komma av det fornsvenska ordet ly som betyder lä, alltså läviken.
År 1661 förekommer namnformen Lodwijka i samband med Ludvika kapell och 1681 nämns Lodwika Crono Bruuk (Ludvika kronobruk). Den nuvarande formen Ludvika är från 1700-talet och påverkad av mansnamnet Ludvig. Kyrkans och församlingens namn Ludvika Ulrika instiftades år 1752 för att hedra den nytillträdda svenska drottningen Lovisa Ulrika.

### Historiska kartor

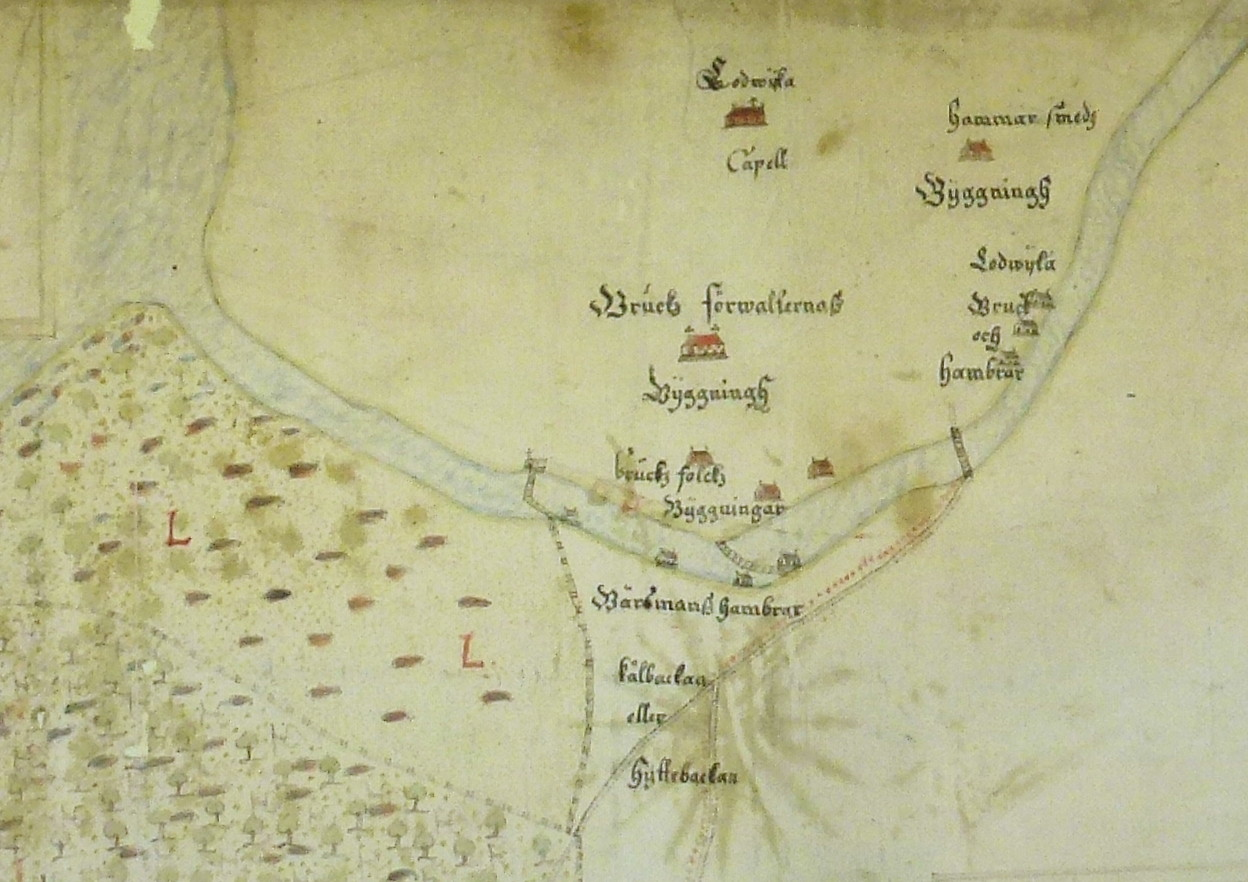
Ludvika 1661
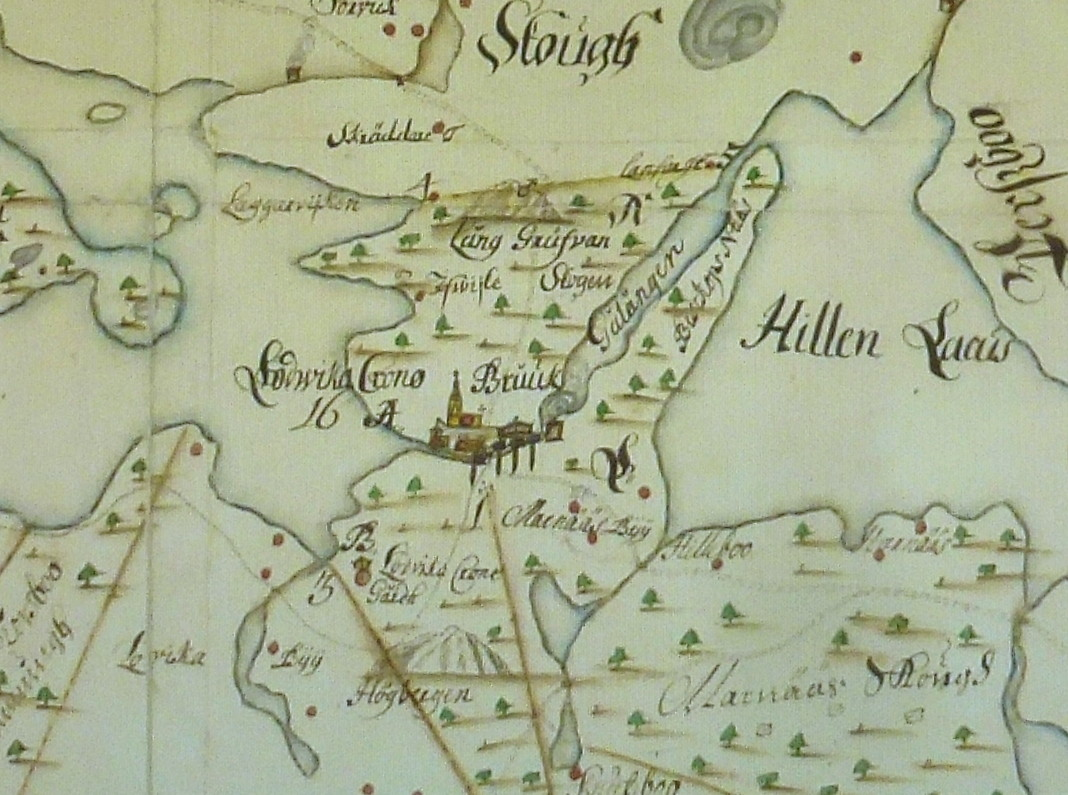
Ludvika 1687
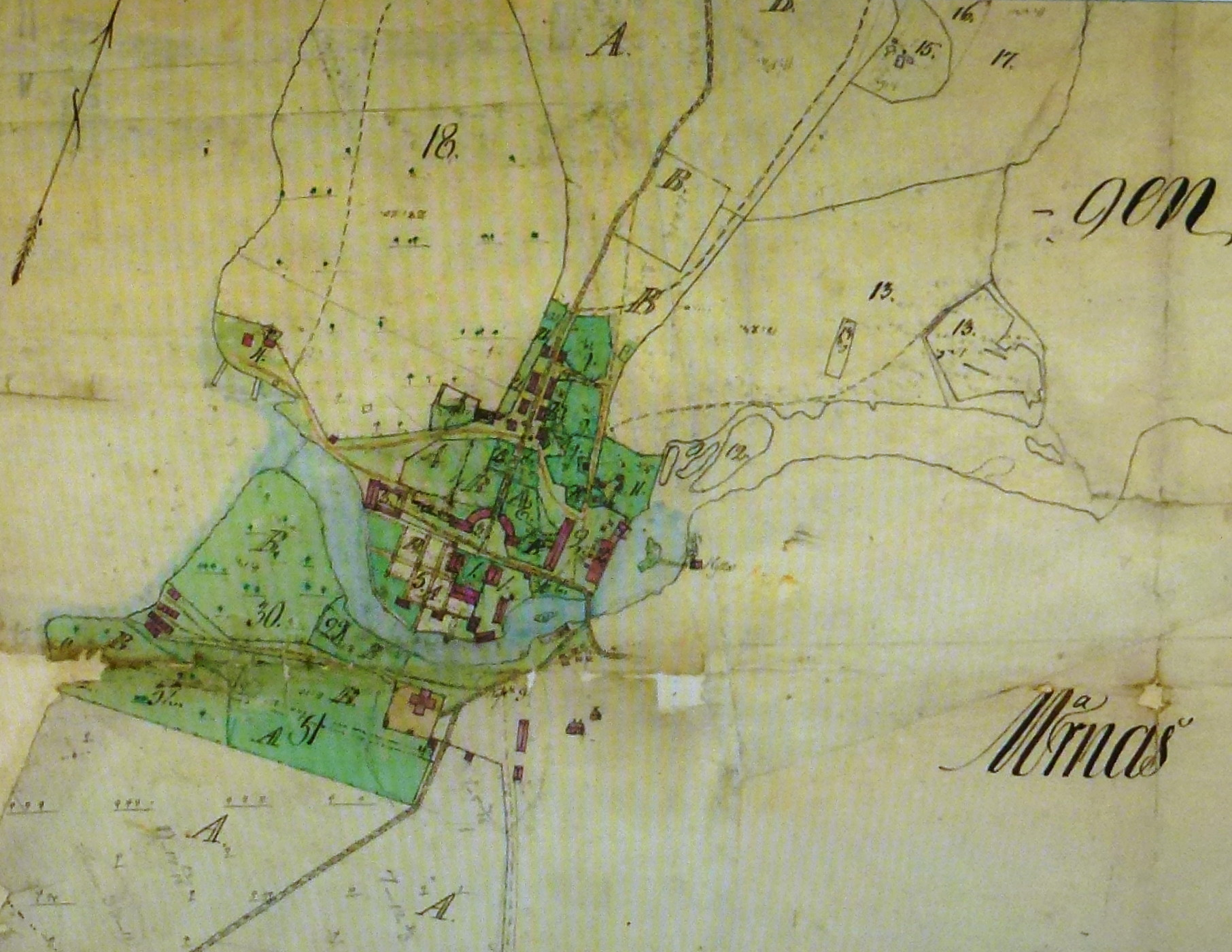
Ludvika 1806
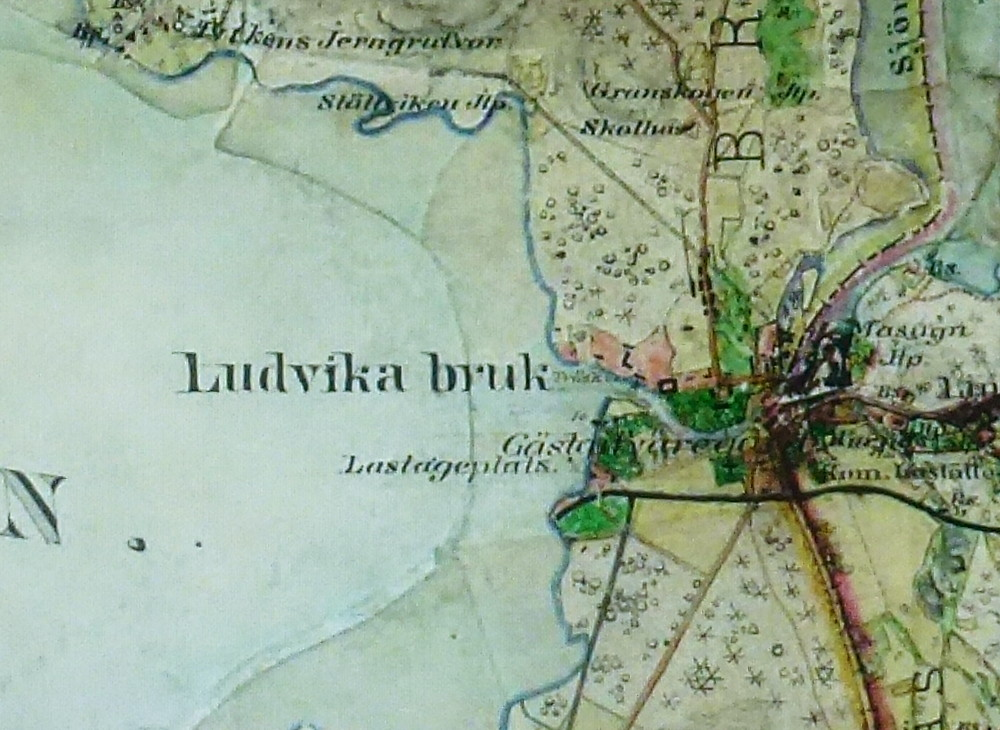
Ludvika 1865
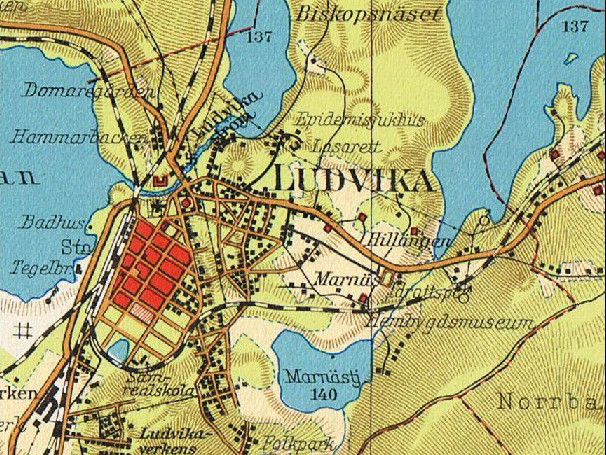
Ludvikas nya kvarter (röd), 1929

### Järnvägen

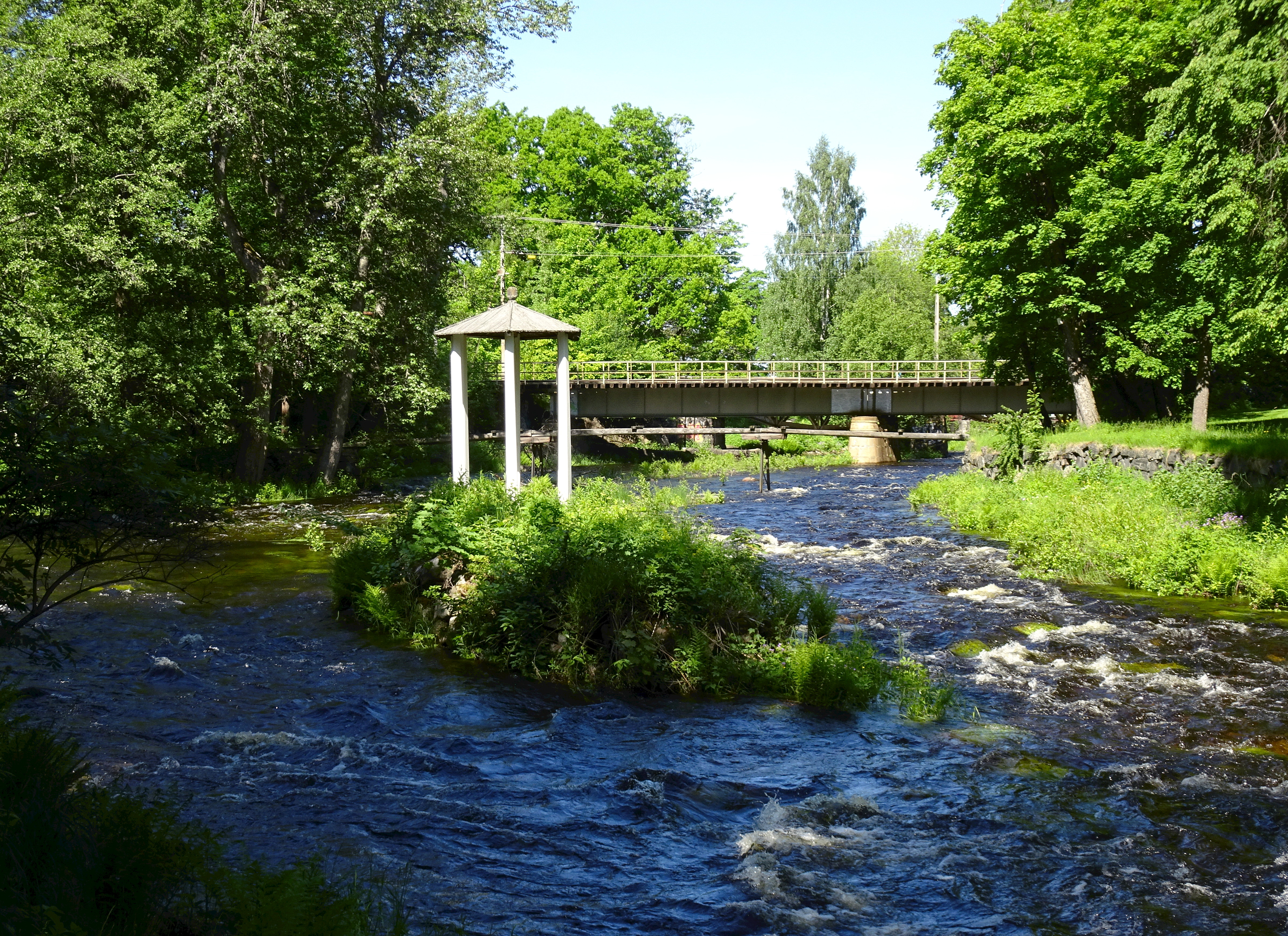
Ludvika ström med Ekotemplet och gamla järnvägsbron.

Orten var länge också en viktig järnvägsknut. 1859 knöts Ludvika samman med Smedjebacken och Strömsholms kanal, som var förbindelselänk för gods och resande, genom Väsman-Barkens Järnväg, nedlagd 1903. 1873 anslöt Frövi-Ludvika Järnväg (FLJ), 1876 Bergslagernas Järnvägar (BJ) och 1900 Stockholm-Västerås-Bergslagens Järnväg (SWB). Nu fanns järnvägslinjer i fem olika riktningar.
Under 1960- och 1970-talen minskade trafiken och Borlänge tog alltmer över som järnvägsknut. SWB-linjen mot Björbo är i dag uppriven, liksom f d FLJ mot Blötberget. Banvallarna på dessa sträckor har delvis asfalterats och används som gång- och cykelvägar.

### Administrativa tillhörigheter
Ludvika var och är kyrkby i Ludvika socken och ingick efter kommunreformen 1862 i Ludvika landskommun. 18 oktober 1901 inrättades i landskommunen Ludvika municipalsamhälle. 1915 utbröts municipalsamhället med kringområde och bildade Ludvika köping som 1919 ombildades till Ludvika stad. Stadskommunen utökades 1925 med området motsvarande Marnäs municipalsamhälle samtidigt som municipalsamhället upphörde. 1971 uppgick stadskommunen i Ludvika kommun där orten sedan dess är centralort i kommunen. Bebyggelsen har därefter expanderat och en del ligger nu i Norrbärke socken i Smedjebackens kommun
I kyrkligt hänseende har Ludvika alltid hört till Ludvika församling med en del av orten efter expansion som tillhör Norrbärke församling.
Orten ingick till 1907 i Grangärde tingslag och därefter till 1971 i Västerbergslags domsagas tingslag.
Från 1971 till 2001 ingick Ludvika i Ludvika domsaga för att från 2001 ingå i Falu domkrets.

### Befolkningsutveckling
| Befolkningsutvecklingen i Ludvika 1960–2020 | Befolkningsutvecklingen i Ludvika 1960–2020 | Befolkningsutvecklingen i Ludvika 1960–2020 | Befolkningsutvecklingen i Ludvika 1960–2020 | Befolkningsutvecklingen i Ludvika 1960–2020 |
| ------------------------------------------- | ------------------------------------------- | ------------------------------------------- | ------------------------------------------- | ------------------------------------------- |
|                                             |                                             |                                             |                                             |                                             |
| År                                          |                                             |                                             | Folkmängd                                   | Areal (ha)                                  |
| 1960                                        | 1960                                        |                                             | 16 912                                      |                                             |
| 1965                                        | 1965                                        |                                             | 18 791                                      |                                             |
| 1970                                        | 1970                                        |                                             | 18 266                                      |                                             |
| 1975                                        | 1975                                        |                                             | 18 217                                      |                                             |
| 1980                                        | 1980                                        |                                             | 17 640                                      |                                             |
| 1990                                        | 1990                                        |                                             | 16 087                                      | 1 084                                       |
| 1995                                        | 1995                                        |                                             | 15 451                                      | 1 093                                       |
| 2000                                        | 2000                                        |                                             | 14 410                                      | 1 093                                       |
| 2005                                        | 2005                                        |                                             | 14 018                                      | 1 093                                       |
| 2010                                        | 2010                                        |                                             | 14 498                                      | 1 100                                       |
| 2015                                        | 2015                                        |                                             | 15 245                                      | 1 114                                       |
| 2020                                        | 2020                                        |                                             | 15 614                                      | 1 127                                       |
|                                             |                                             |                                             |                                             |                                             |

## Stadsbild

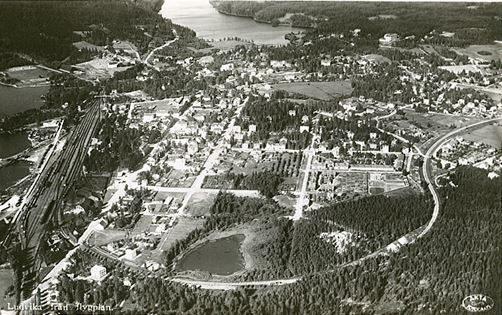
Ludvikas nya stadskvarter, 1930-tal.

Till Ludvikas äldre kända byggnader räknas Ludvika herrgård, Ludvika Ulrica kyrka, Ludvika Gammelgård och bruksbebyggelsen vid Hammarbacken. Vid sekelskiftet 1900 tog Ludvikas järnbrukshistoria slut och istället växte den elektriska industrin fram. Dåtidens Ludvika utgjordes huvudsakligen av bebyggelsen kring bruket och järnvägsstationen. Nu behövde ett nytt, modernt samhälle byggas upp som skulle ersätta den gamla bruksmiljön.
Brukets ledare med Carl Roth i spetsen lät dra upp en ny stadsplan på obebyggd mark söder om Ludvika Ulrica kyrka och öster om järnvägsstationen. Det var en enkel rutnätsplan med rektangulära stadskvarter som genomfördes 1919. Huvudgatorna blev Storgatan i nord-syd riktning och Engelbrektsgatan i ost-väst riktning. För stadens uppbyggnad anlitades lokala byggfirmor och som arkitekter verkade bland annat Erik Lallerstedt och Gustaf Améen. Den senare ritade exempelvis byggnaden för Ludvika tingsrätt (invigd 1907).
År 1931 blev det föreskrivet att byggandet i städerna skulle övervakas av en stadsarkitekt. I Ludvika gavs uppdraget till den renommerade arkitekten Cyrillus Johansson från Stockholm. Han var Ludvikas stadsarkitekt under tio år från 1931 till 1941. Som sådan ritade han även några byggnader i staden, bland dem Ludvika stadshus (klart 1934), affärs- och bostadshus vid Storgatan 18 och Storgatan 30 (klart 1935 respektive 1936), Sagahuset med biografen "Saga" (klart 1939) och Ludvika järnvägsstation (klart 1939). Han framlade även ett förslag till en planskild korsning mellan järnvägen och Grangärdevägen vid Ludvika bruk/Hammarbacken. Förslaget realiserades dock aldrig.

### Historiska bilder

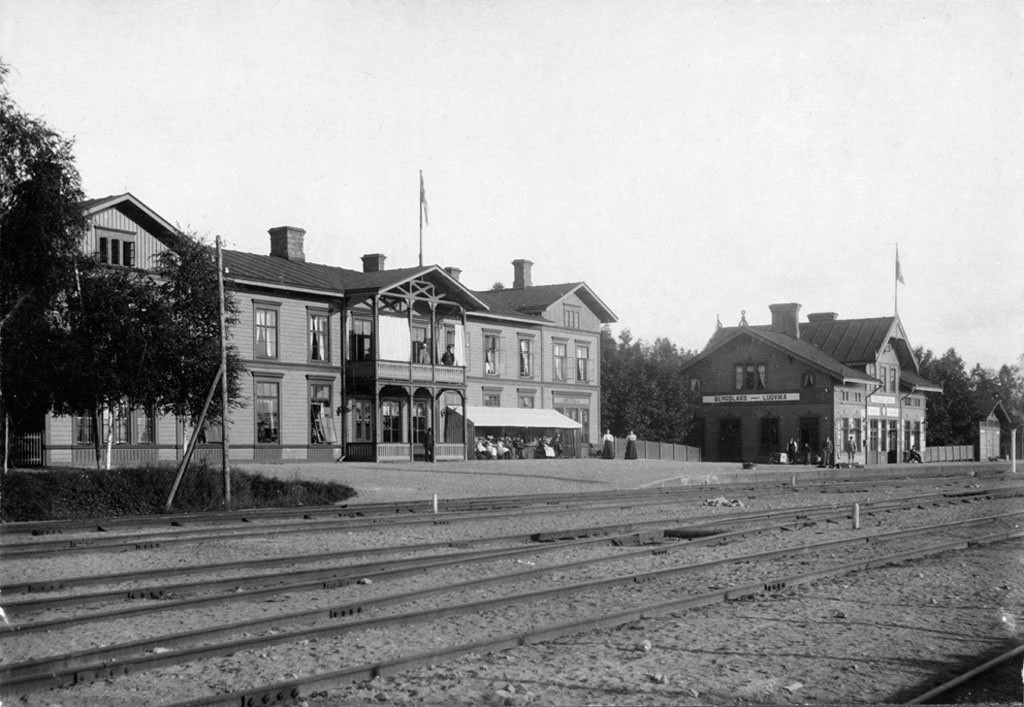
Gamla järnvägsstationen (till höger) och järnvägshotellet (till vänster), 1910-tal
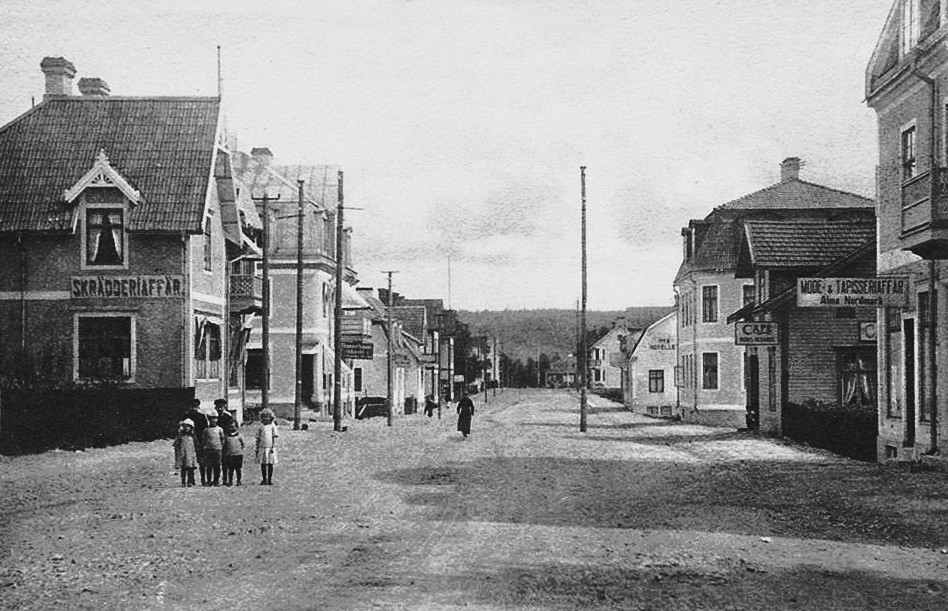
Engelbrektsgatan 1920-tal
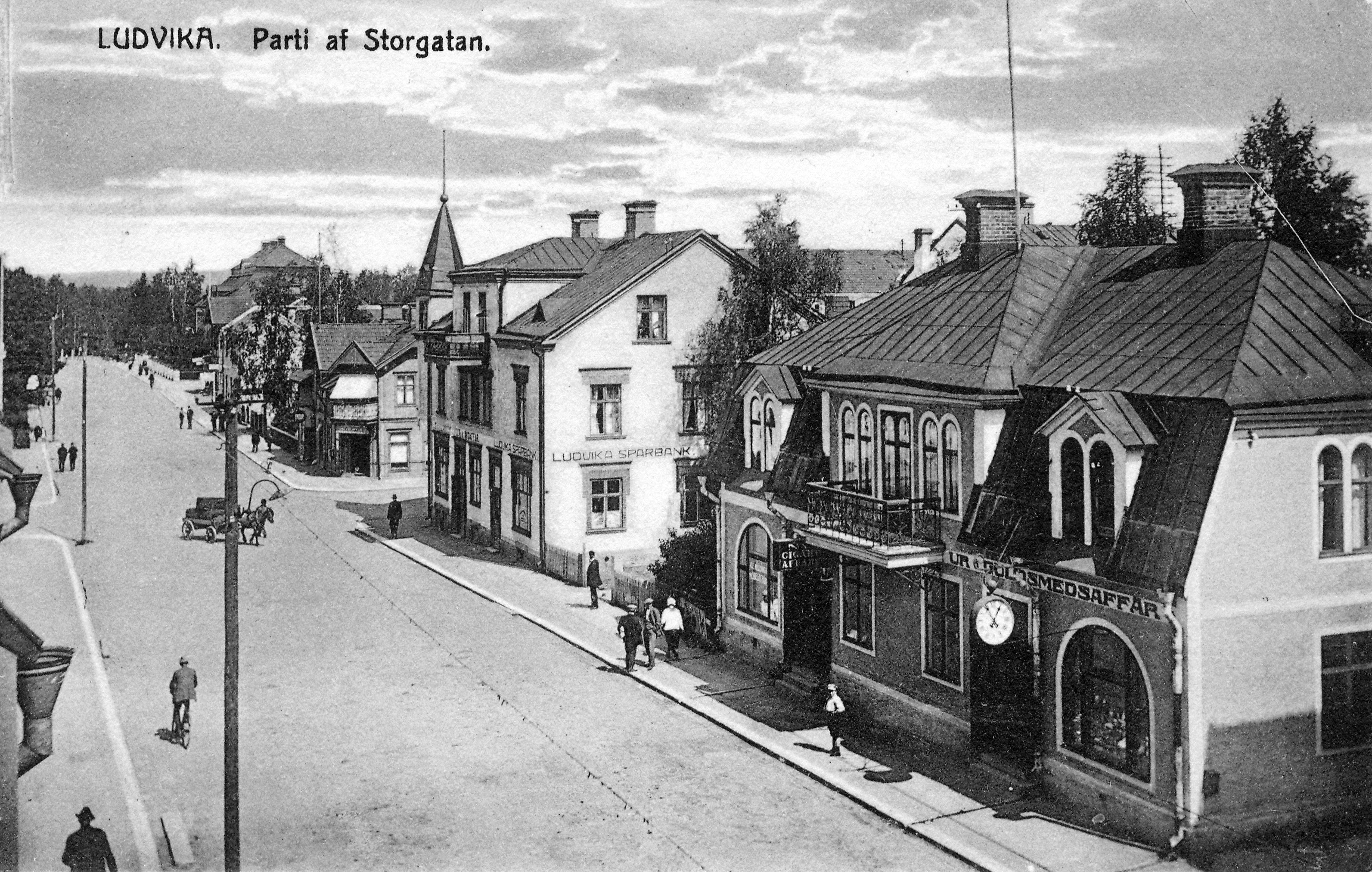
Storgatan, 1920-tal
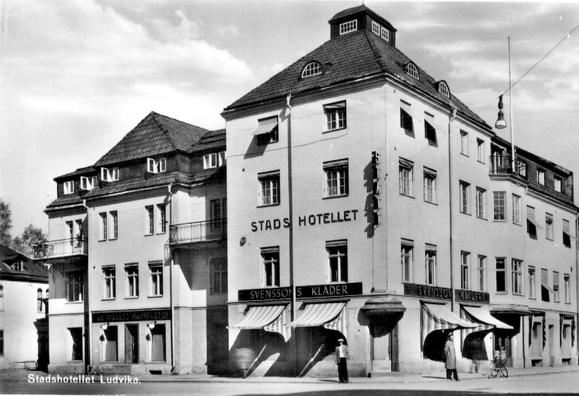
Ludvika stadshotell, 1930-tal
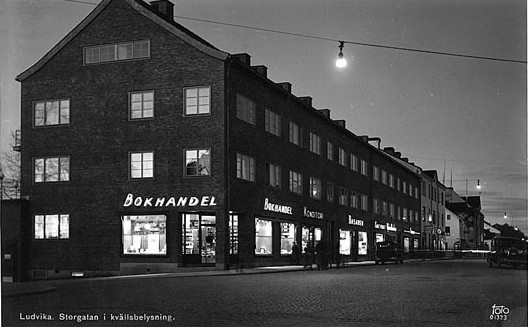
Storgatan 30, arkitekt Cyrillus Johansson, 1950-tal
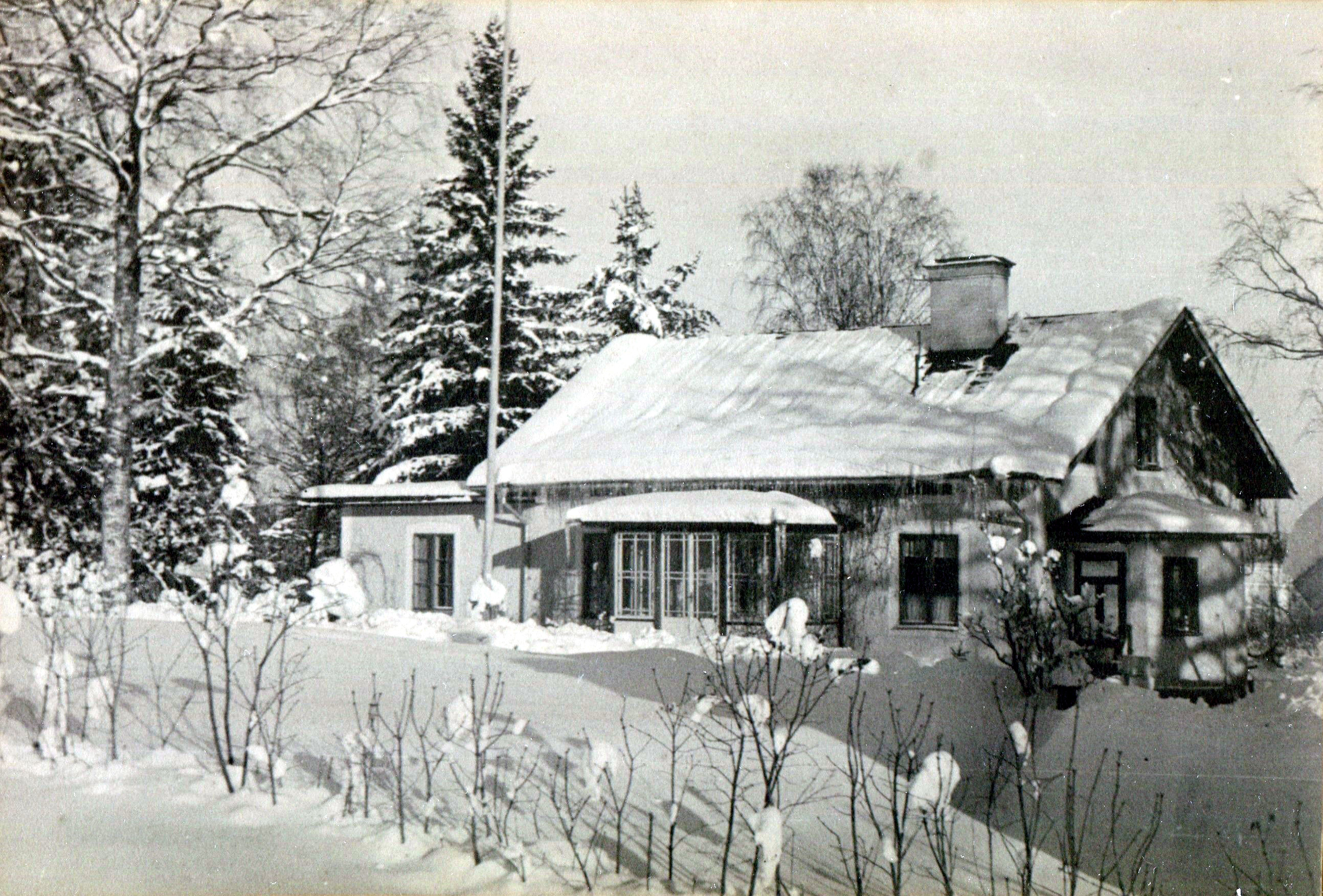
Den gamla länsmansgården Högberga 1950 (familjen Stefan Andersons bostad till 1984)

### Nutida bilder

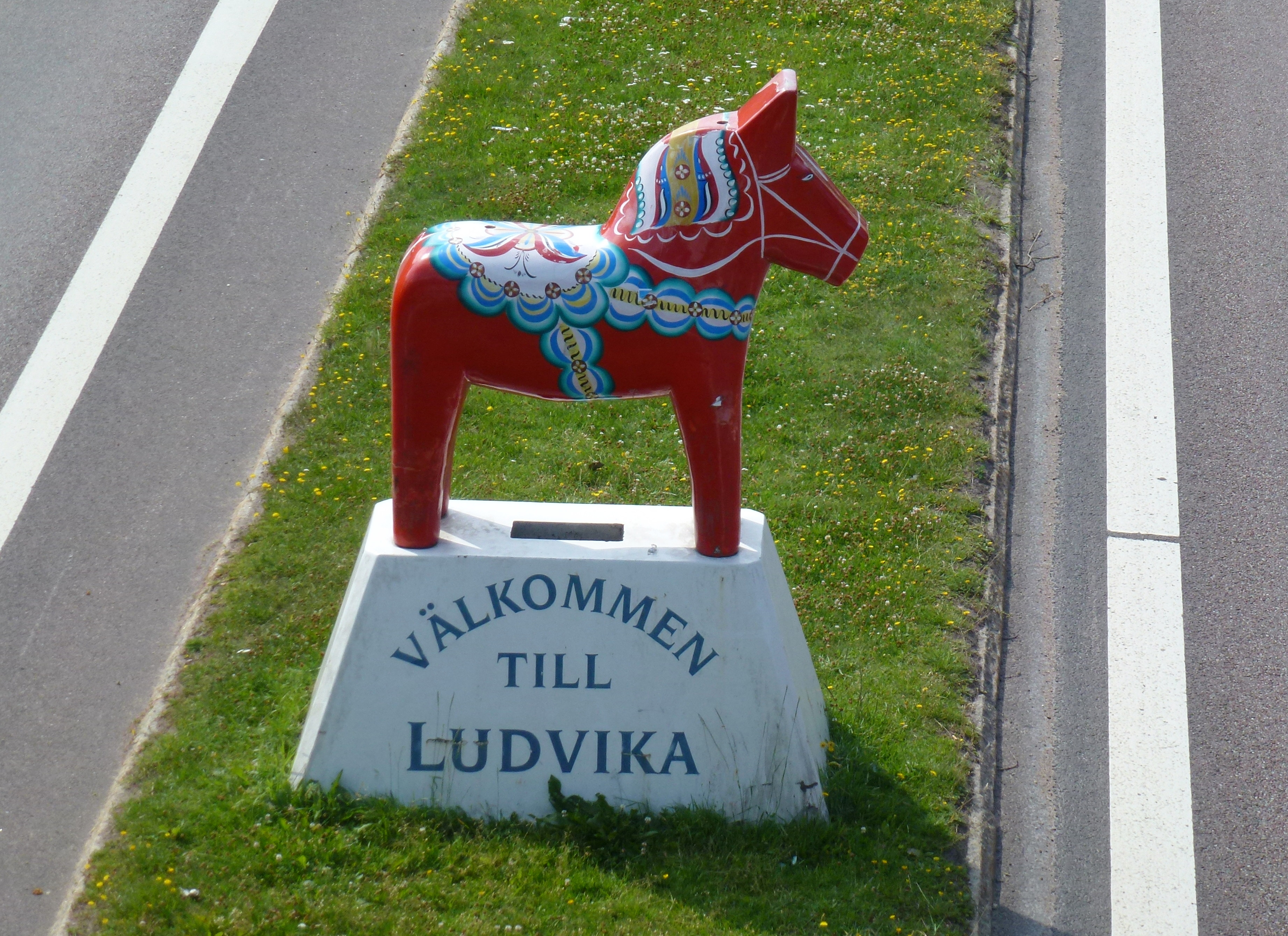
"Välkommen till Ludvika" vid Ludvika järnvägsstation
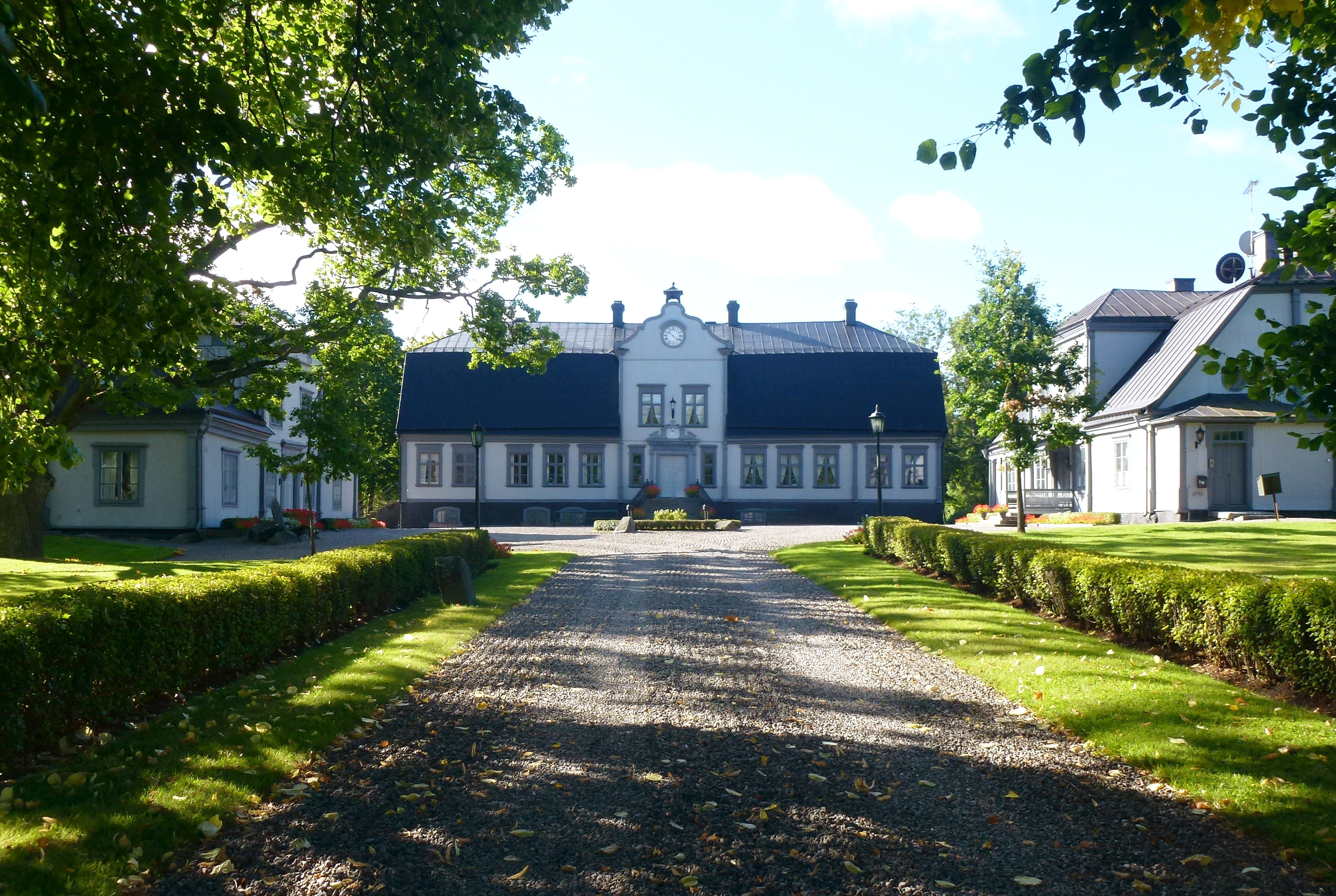
Ludvika herrgård från slutet av 1700-talet
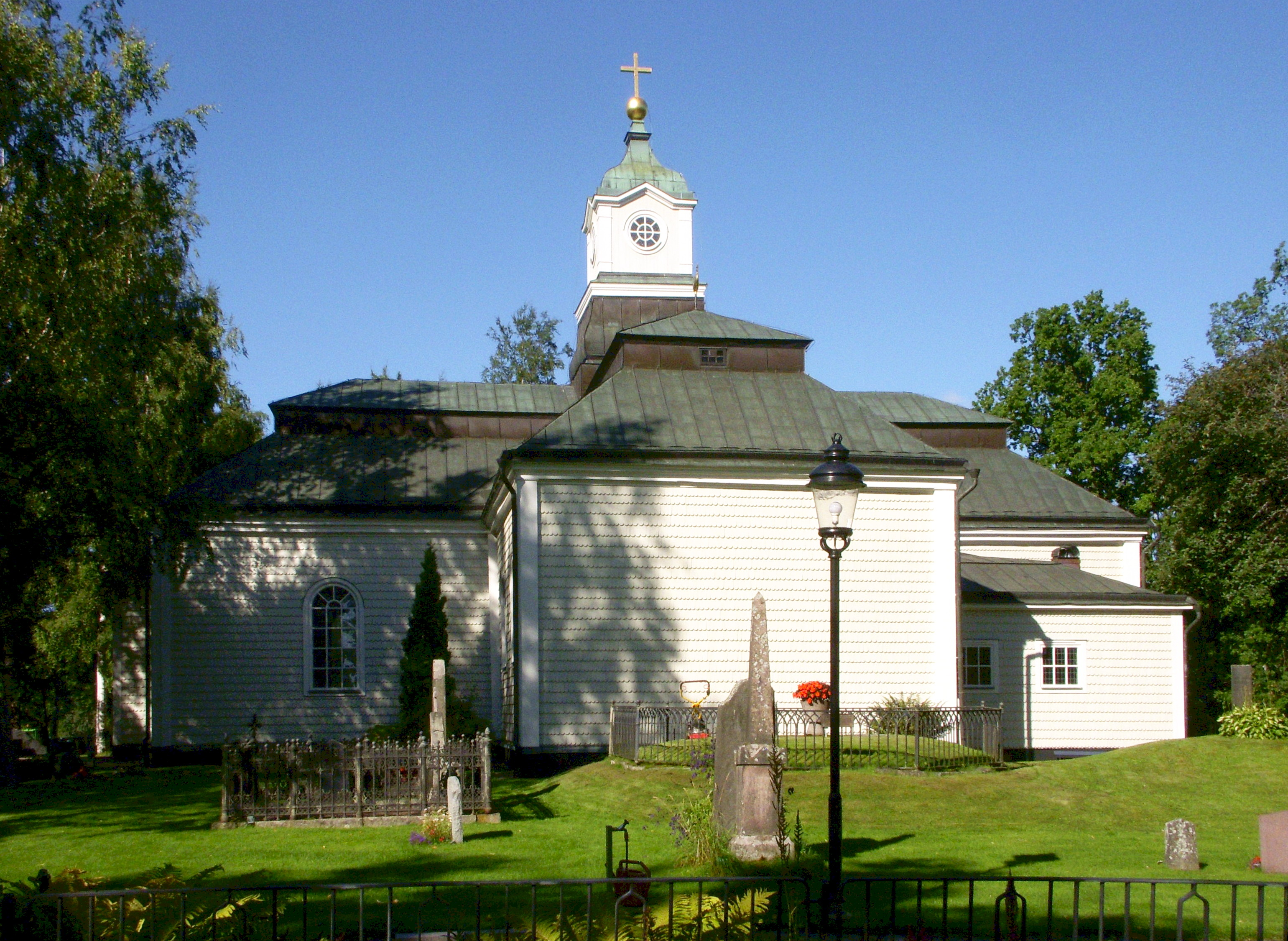
Ludvika Ulrica kyrka invigd 1752
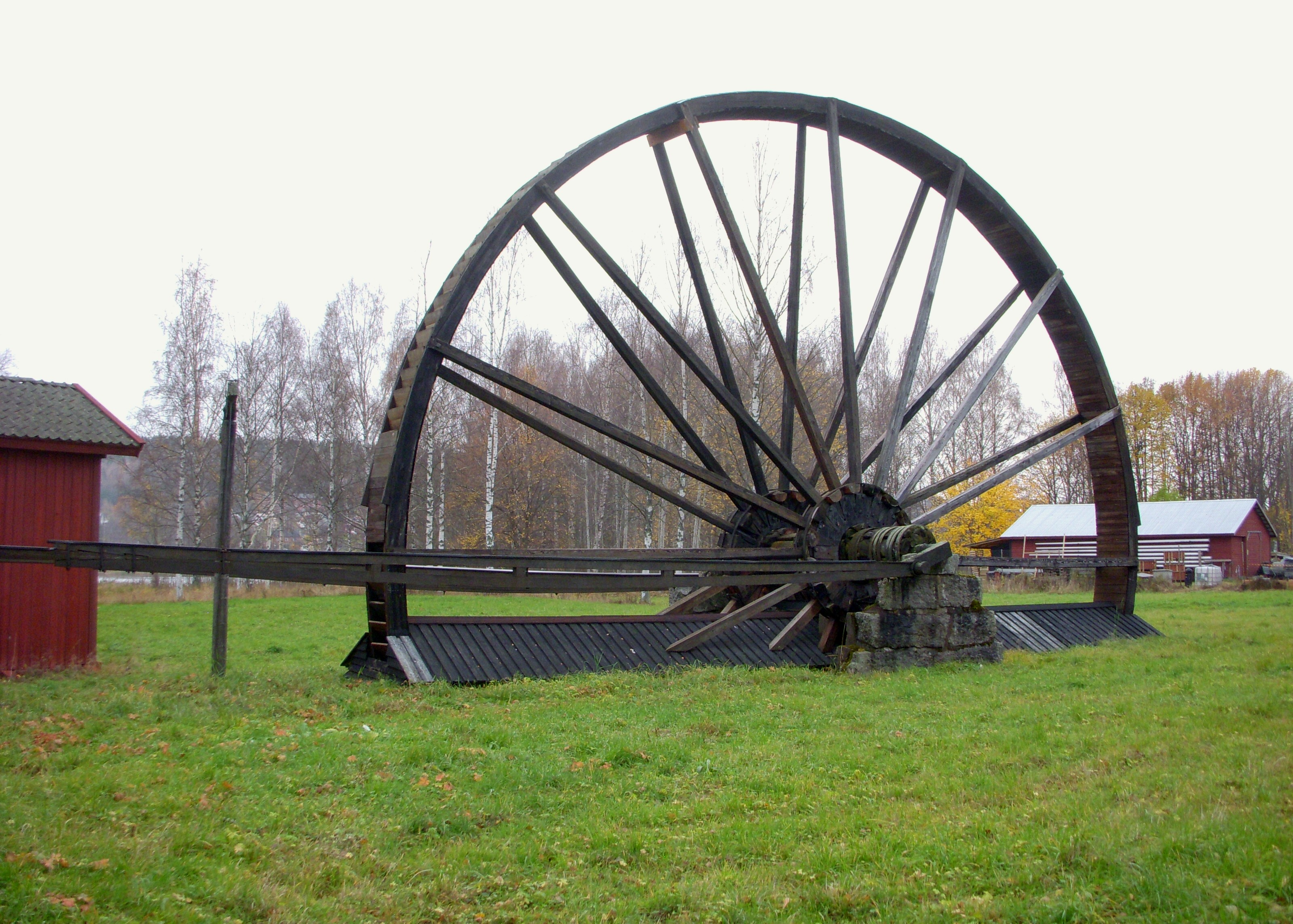
Östanberghjulet på Ludvika Gammelgård
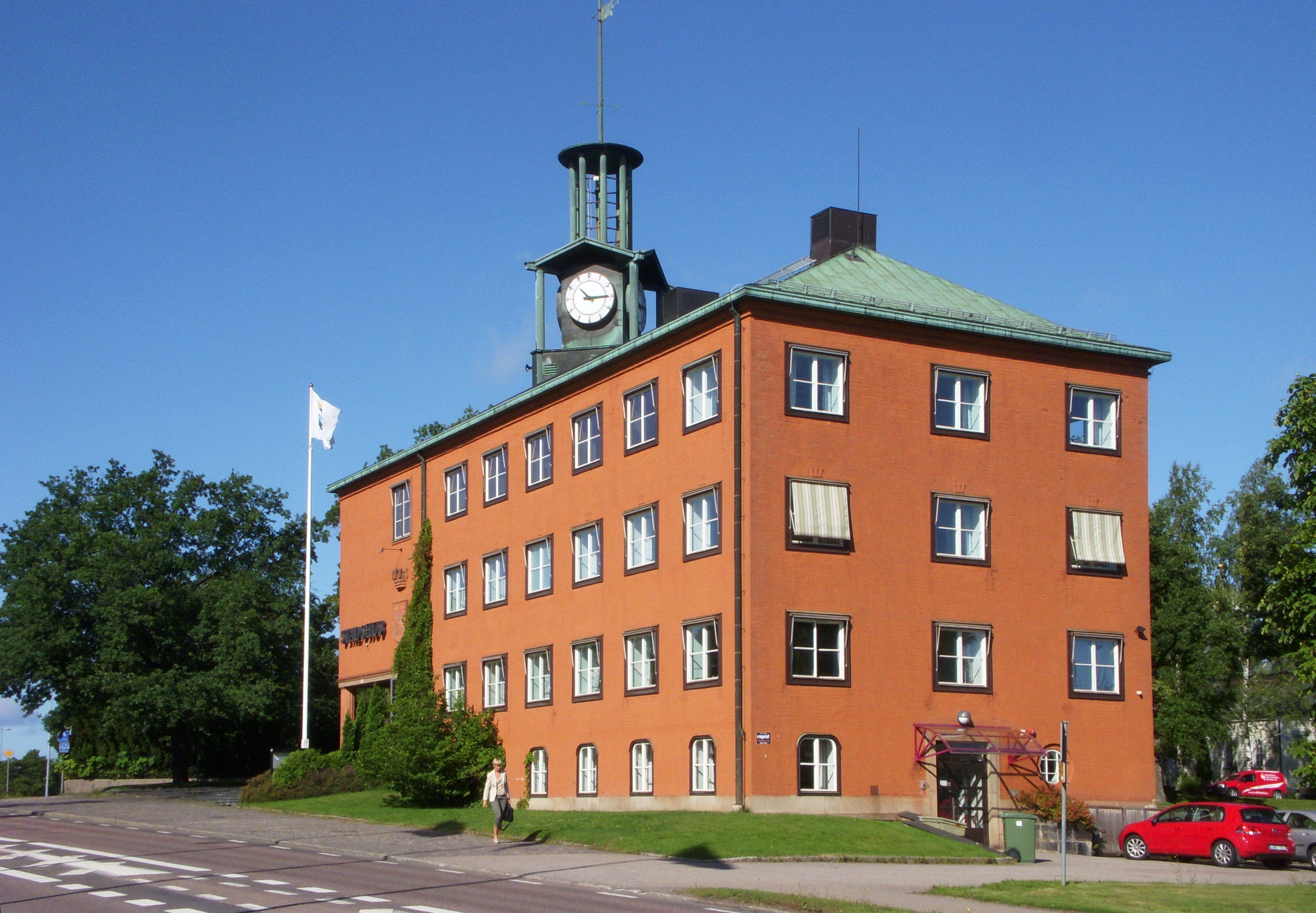
Ludvika stadshus, ritades av Cyrillus Johansson 1937
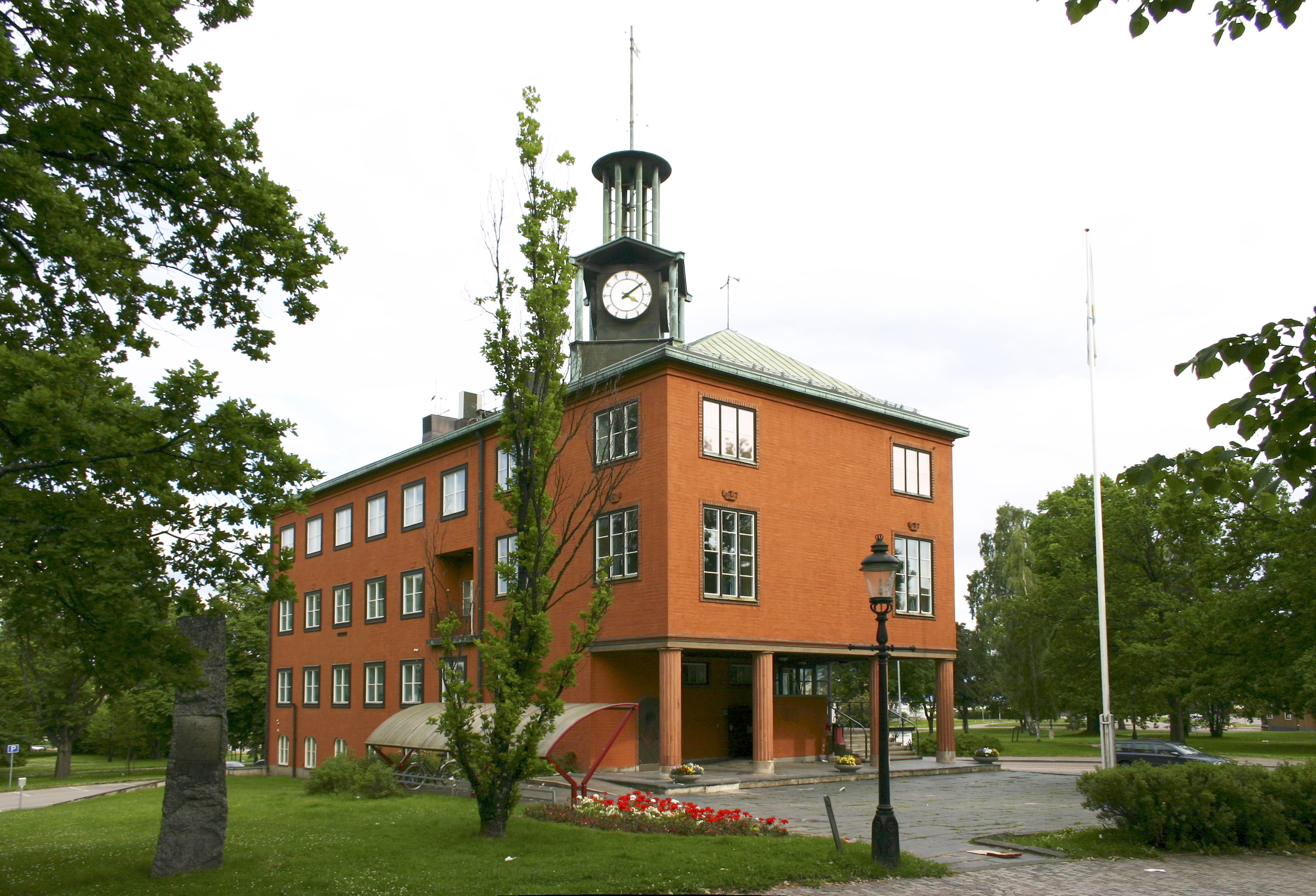
Entrén till Ludvika stadshus.
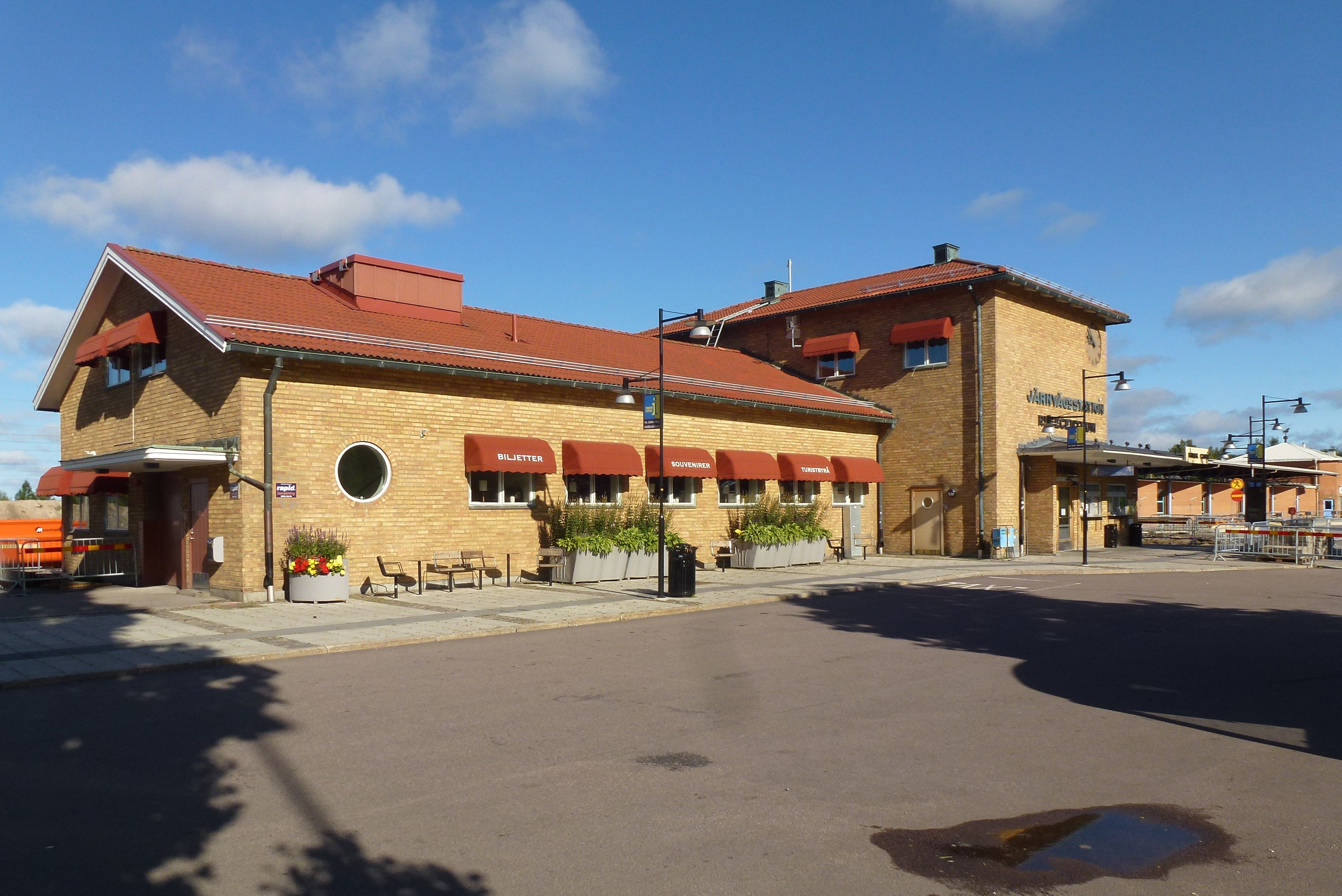
Ludvika järnvägsstation, ritades av Cyrillus Johansson 1939
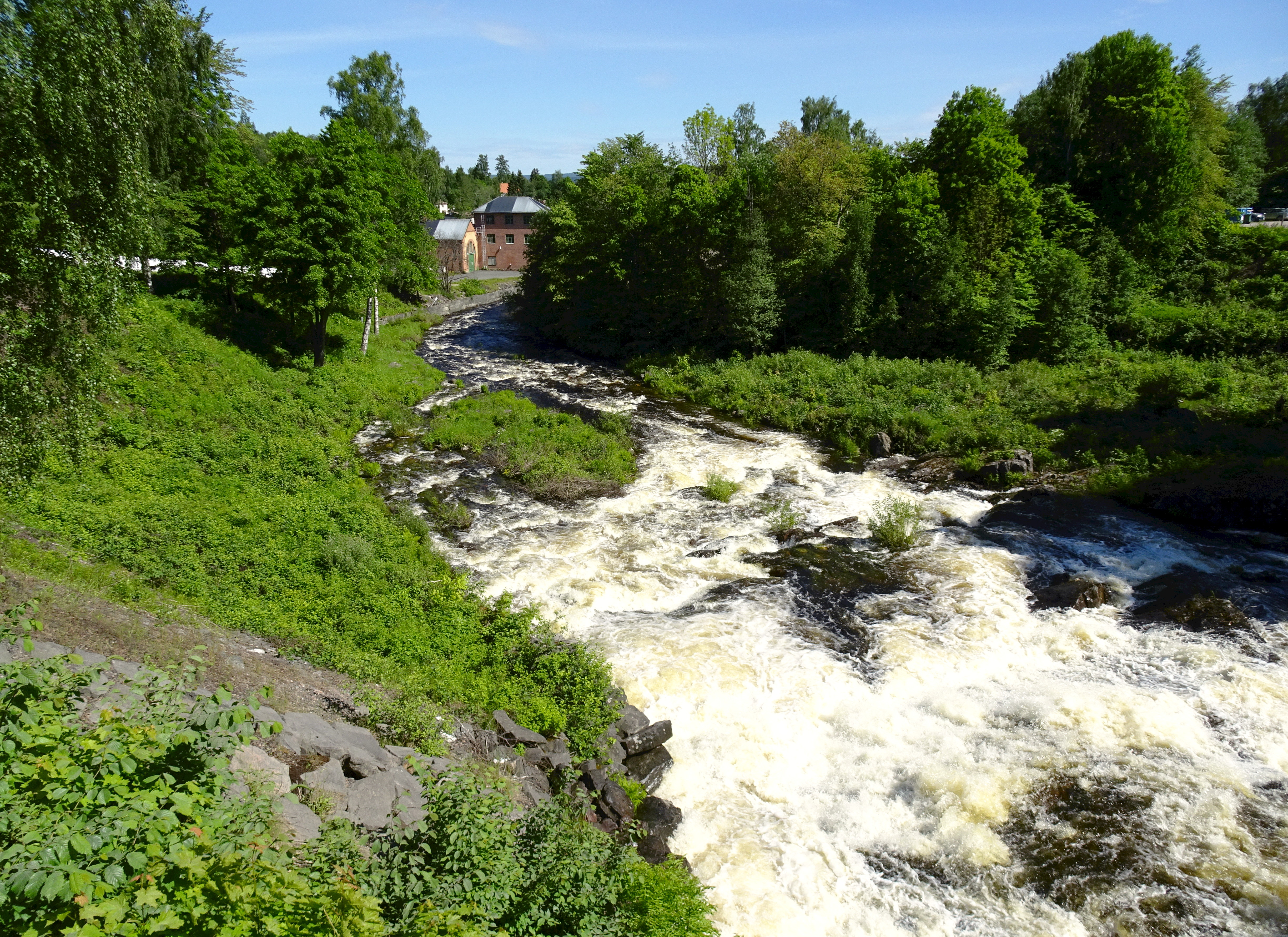
Ludvika ström med fullt vattenpåsläpp juni 2016
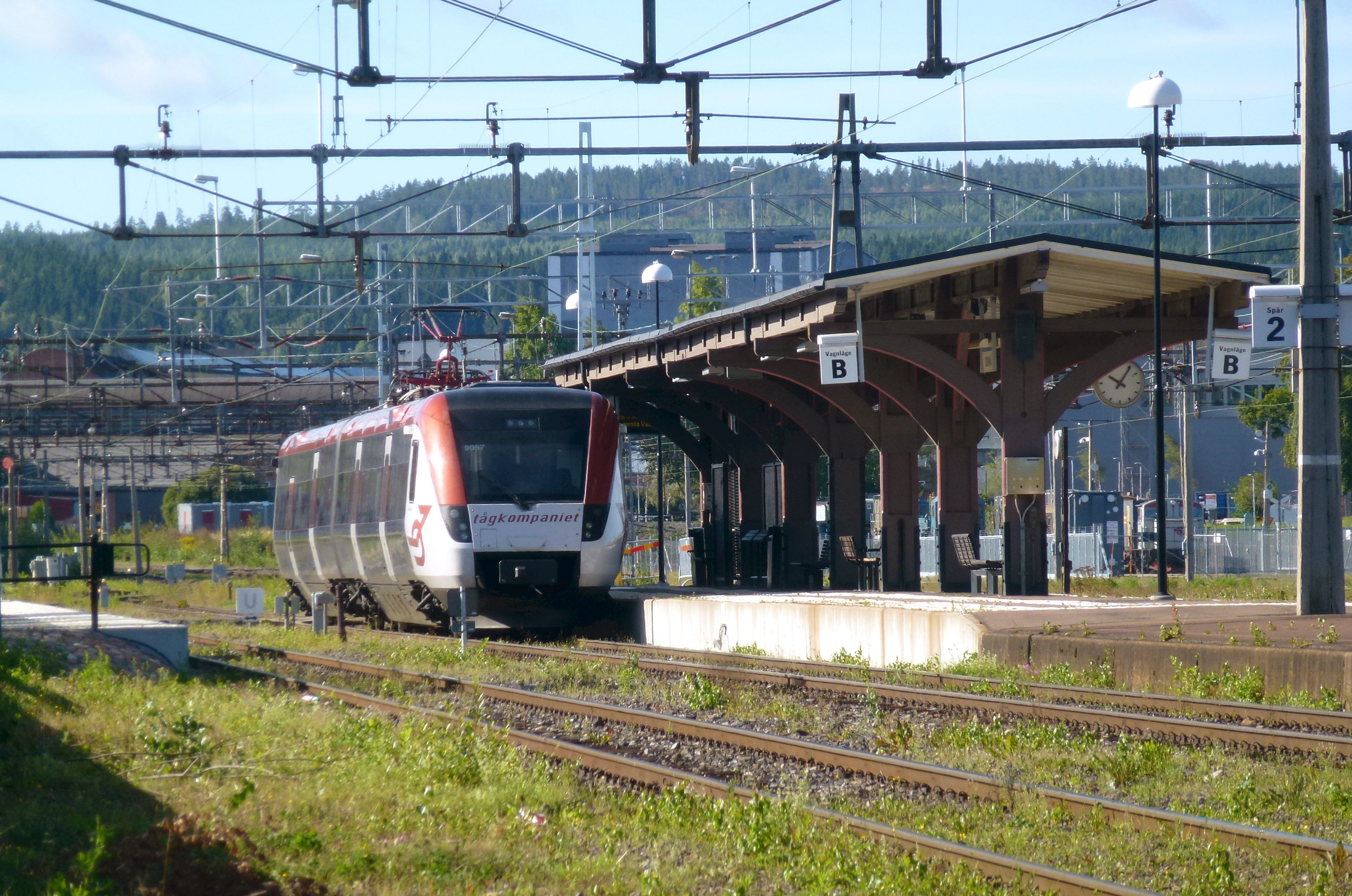
Ludvika stationsområde 2013
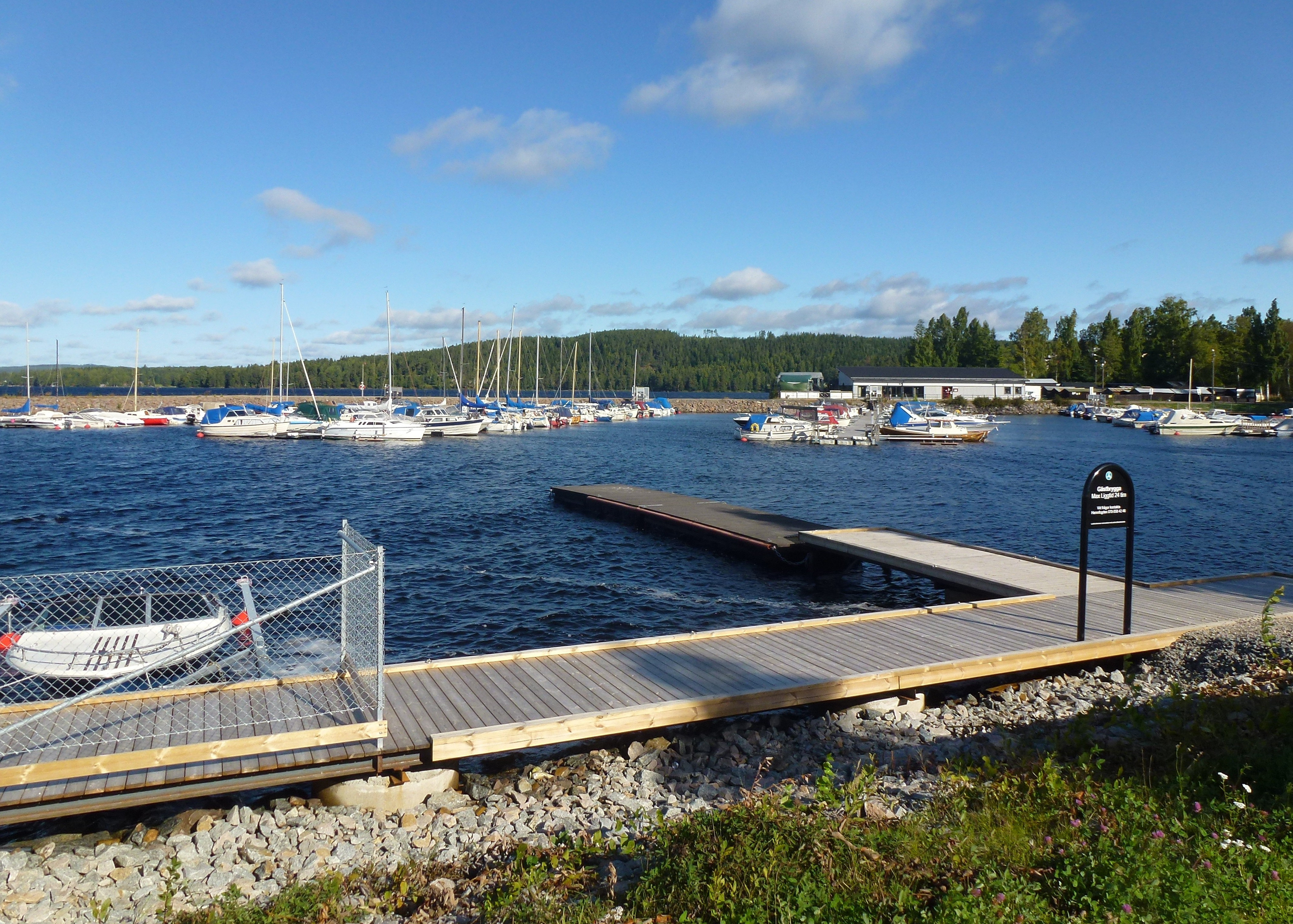
Ludvika hamn 2013
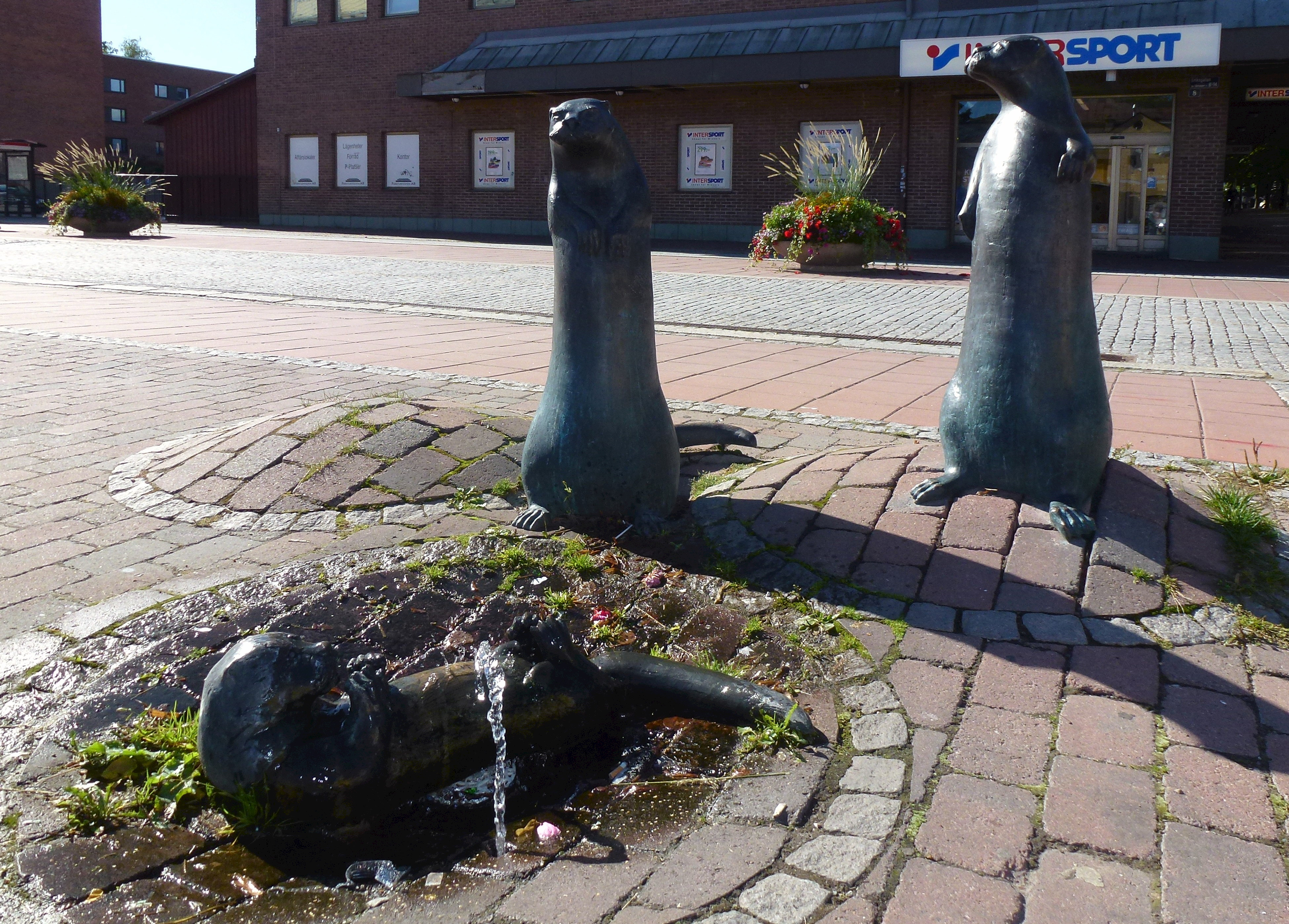
"Uttergrupp" skulptur av May Lindholm

### Entré Ludvika

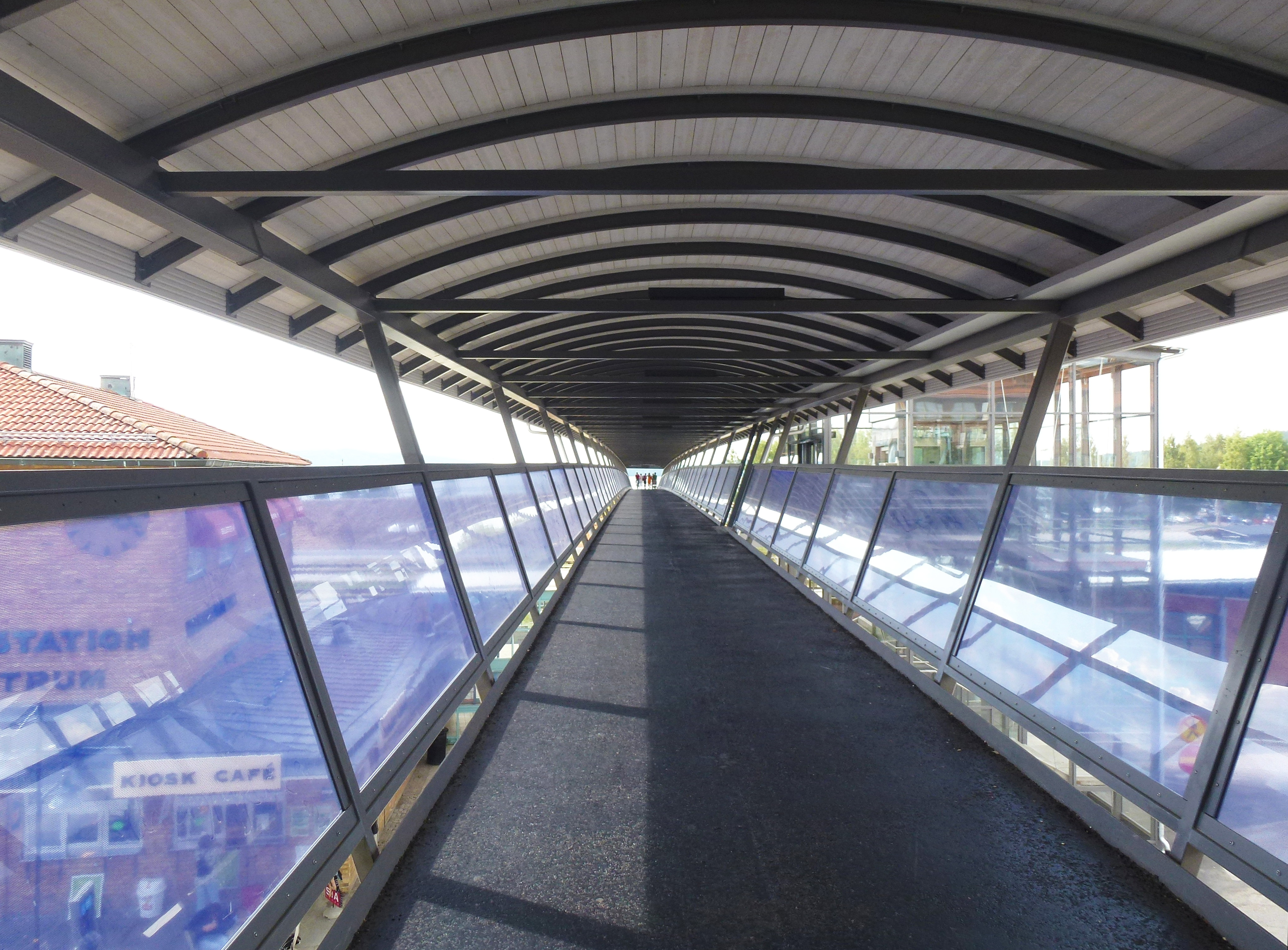
"Entré Ludvika" 2014.

I maj 2014 invigdes en ny gång- och cykelbro kallad ”Entré Ludvika”. Bron spänner från Storgatan över Bergslagsgatan och spårområdet till parkområdet vid Ludvikas hamn och Väsmanstranden. Intill Ludvika station finns hiss och trappor. Därmed återskapades den direktkontakt mellan staden och stationshuset som gick förlorad när riksväg 50 (Bergslagsgatan) drogs fram på 1960-talet.
Bron är 183 meter lång och tillverkad av höghållfast stål som tillverkades på SSAB i Borlänge. Bron väger 144 ton och består av 18-24 meter långa stålsektioner. Brobanan skyddas av ett välvt tak. Beställare var Ludvika kommun som beviljades stöd ur Europeiska regionala utvecklingsfonden. Projektet genomförs i samarbete med Trafikverket som också är medfinansiär. Arkitekt och konstruktör var konsultfirman Tyréns, som var en av fyra förslagställare.
Brobygget kostade dryga 46 miljoner kronor, dubbelt så mycket som en tidig ”uppskattning”. EU och Trafikverket bidrog med sammanlagt 15,9 miljoner, resterande delen betalas av kommunen.

### Ludvika Gammelgård
Ludvika Gammelgård är en hembygdsgård och ett friluftsmuseum i Ludvika. Här finns en bergsmansgård med tillhörande byggnader. Vid Ludvika Gammelgård finns även ett gruvmuseum och en fungerande konstgång. Det stora vattenhjulet (Östanberghjulet) har blivit Gammelgårdens monument och “varumärke”.  Gammelgården och dess byggnader och museer drivs idag av Ludvika hembygdsförening.

### Stadsdelar

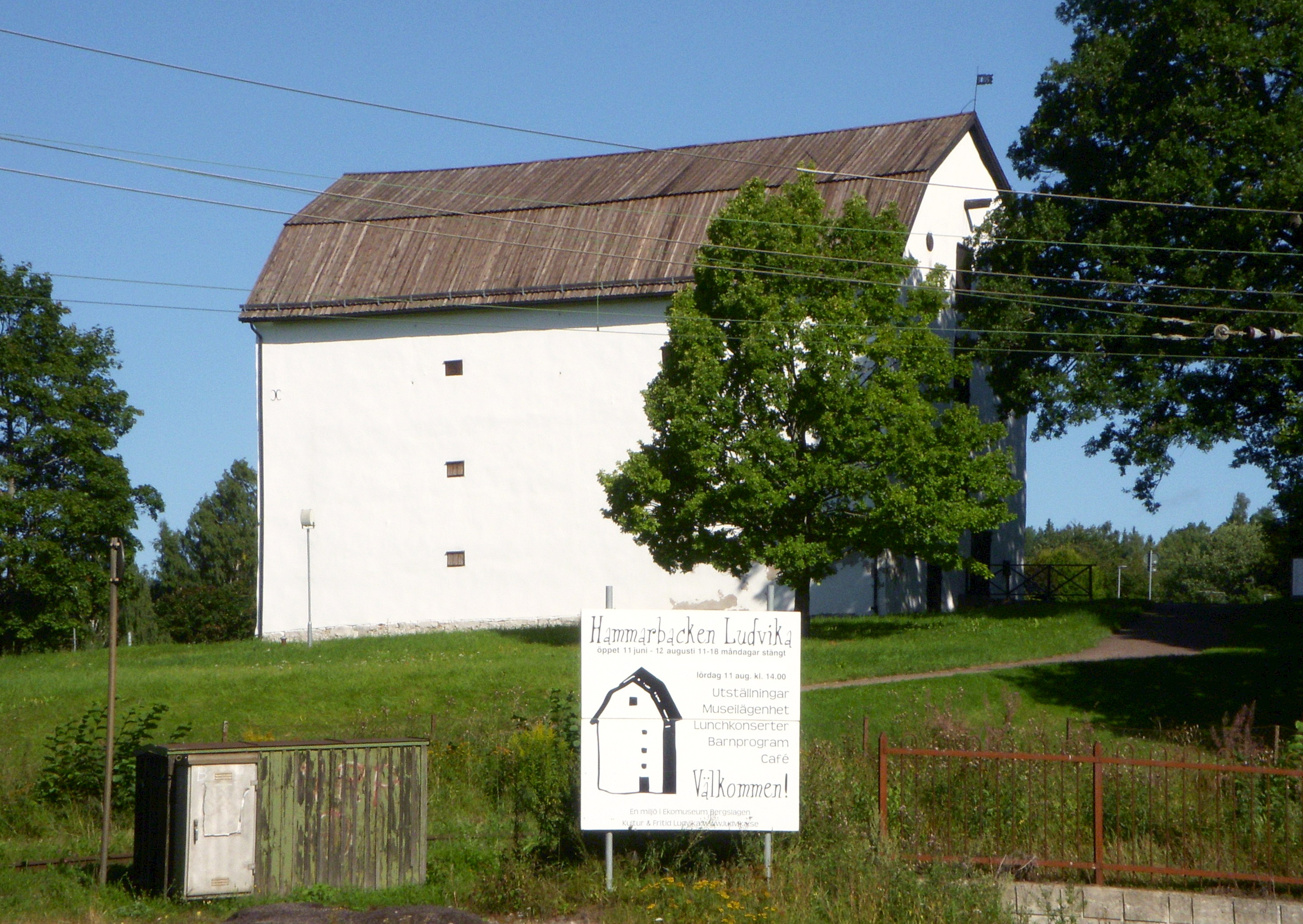
Hammarbacken, sädesmagasin.

Ludvika består av 14 stadsdelar vilka är:
- Ludvika Gård
- Notgården
- Hammarbacken
- Marnäs
- Högberget
- Rasfallet
- Lorensberga
- Nissbo
- Östansbo
- Golan (del av Östansbo)
- Jägarnäs
- Knutsbo
- Solsidan
- Magneten (del av Högberget)

## Offentlig konst

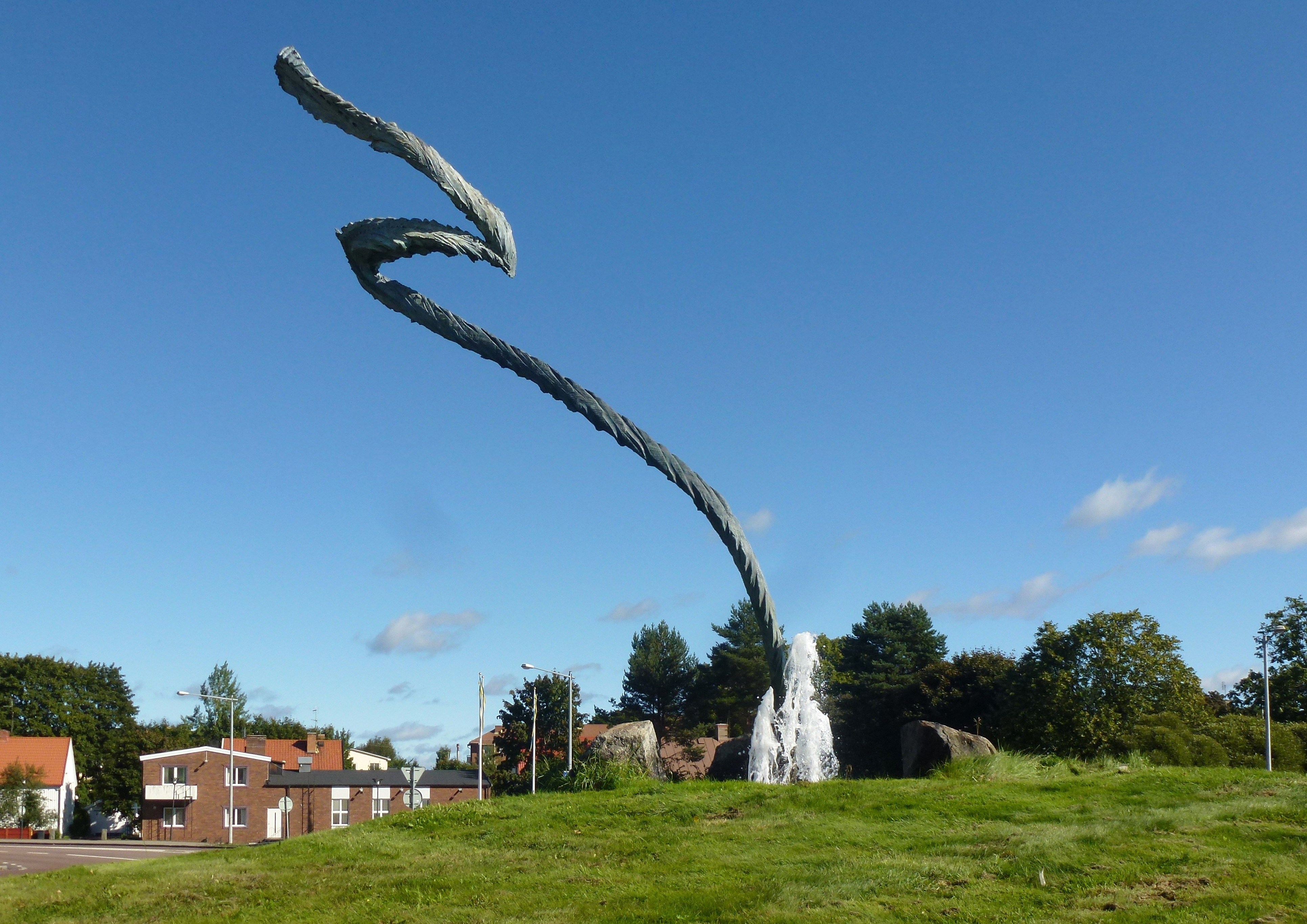
"Blixten" skulptur av Richard Brixel 2002.

Till äldre offentlig konst räknas de små tegelreliefer från 1937, som finns på Ludvika stadshusets pelare. Granskar man relieferna, som är skulpterade av Aron Sandberg, syns symboler för metaller och järnstämplar från Ludvika bruk, samt bland annat en Vasaloppsåkare (där finns även konstnärens signatur), en hammarsmed i arbete, en bergsman, en kolmila, ett vattenhjul och en kraftledning. Det finns även en hund avbildad som kallas "Stella" och som var med varje dag under bygget av stadshuset.
Bland nyare offentlig konst i Ludvika märks ”Uttergrupp” på Garvaretorget i hörnet Storgatan/Eriksgatan, skapad av May Lindholm. Fontänskulpturen, som invigdes år 2003, visar tre uttrar utförda i brons, två stående och en badande. May Lindholm formgav även 60 blåa emaljer ”Vi som tittar på” på biografen Bio stars fasader från 2005.
Skulpturen ”Blixten”, skapad av Richard Brixel år 2002, står mitt i rondellen Bergslagsgatan/Gamla Bangatan, inte långt från Ludvika stadshus. Bronsblixten, sju meter hög, är gjuten i Italien och skall symbolisera Ludvikas elektriska arv. Till kompositionen hör även en cirka två meter hög, gräsbevuxen kulle och en vasskantad liten sjö, som anspelar på betydelsen av Ludvika/Lyviken; den vassbevuxna.

## Näringsliv

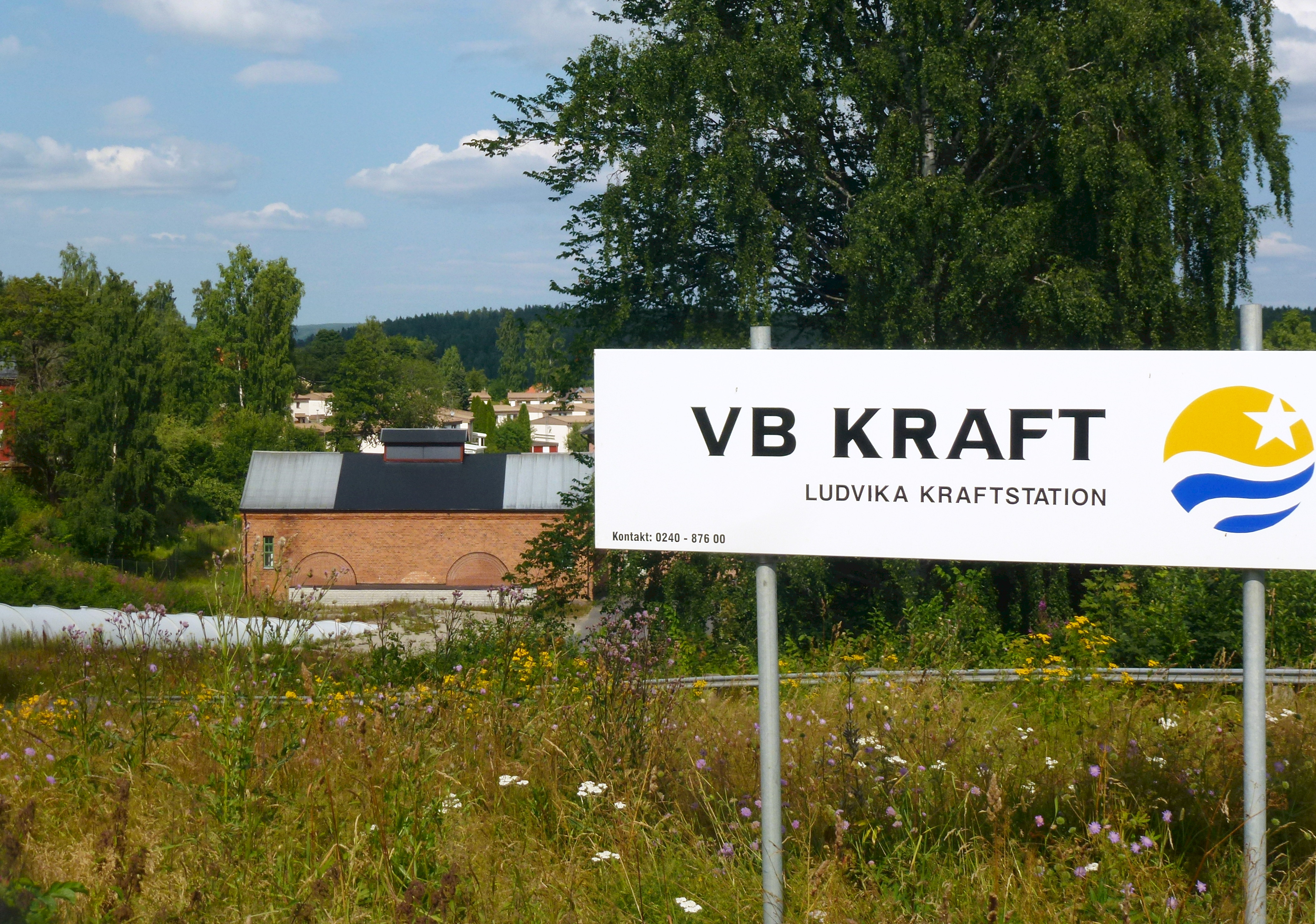
VB Kraft och Ludvika kraftstation.

Järnproduktionen vid Ludvika bruk och skogsnäringen kom att dominera näringslivet i trakten till 1900 då Elektriska Aktiebolaget Magnet bildades. Verksamheten drogs dock med lönsamhetsproblem och trots omstruktureringar så var lönsamheten blygsam. Bolaget såldes 1916 till ASEA i Västerås. Därmed började också den verkliga expansionen inom elektroindustrin. 1988 blev ASEA till ABB och är idag den största arbetsgivaren med 2 600 anställda. 2020 blev namnet Hitachi ABB Power Grids då Hitachi blev huvudägare till ABB:s elkraftdel. I Ludvika arbetar man  främst med utveckling och tillverkning av anläggningar för kraftöverföring som högspänningsapparatur och transformatorer.
Vid Ludvika ström ligger Ludvika kraftstation som ägs och drivs av VB Energi. Stationen byggdes av Ludvika bruk och invigdes år 1902. Elkraft levererades till Blötbergets och Saxbergets gruva, till Nya Förenade Elektriska AB samt till vägbelysning. Anläggningen har moderniserats sedan dess. Vattenkraften kommer från sjön Väsman, som har här (i Ludvika ström) en fallhöjd på 17,5 meter. Normal årsproduktion är på 10 800 MWh. VB Energi bildades 1983 med huvudkontor i Ludvika och samägs av Vattenfall (50,6%), Ludvika kommun (28,6%) och Fagersta kommun (20,8%).
STRI låg på en halvö i Väsman i sydvästra Ludvika, strax intill ABB. Företaget bildades 1989 ursprungligen som ett forskningsinstitut för överföring av elkraft, ägt till hälften av ABB och Vattenfall. Det blev en teknikkonsult och ett ackrediterat högspänningslaboratorium. Huvudkontoret etablerades i Ludvika och lokala kontor fanns i Västerås och Göteborg. Vattenfalls del fördelades 1992 på Svenska kraftnät och Vattenfall, som sålde sin del till Statnett. 2017 blev ABB majoritetsägare.

### Handel

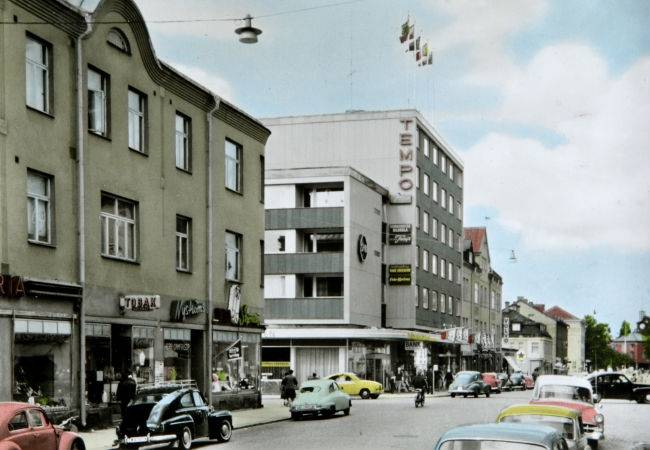
Tempo vid Storgatan.

Ludvika har handel i centrum, främst runt Storgatan där bland annat Engelbrekt Galleria ligger. Det finns även ett externt handelsområde, Lyviksbergets handelsområde. Enligt SCB:s avgränsning av handelsområden för år 2015 fanns ett område med koden H2085006 i centrum med 31 arbetsställen för detaljhandel och runt 200 anställda. Lyviksberget ingick i området med kod H2085001 med 6 arbetsställen och runt 100 anställda.
De kooperativa butikerna i Ludvika har historiskt drivits av Konsumtionsföreningen Dala, som bildades i Ludvika 1906. Den lokala kooperationen har senare fusionerats i större föreningar som till slut uppgick i Konsumentföreningen Svea på 1990-talet.
Domus i Ludvika invigdes den 4 september 1958 som Sveriges elfte Domusvaruhus och Dalarnas då största varuhus. Domus låg på Storgatan 15 och på Storgatan 26 fanns även ett Tempovaruhus. Domus lade senare ner och gjordes om till Engelbrektsgallerian. Tempo blev med tiden Åhléns och Hemköp. Åhléns stängde den 13 januari 2019.
Ludvika har en Ica Kvantum-butik, belägen i Sänkan. Den öppnade den 31 oktober 2017. I samband med öppningen stängde två mindre Ica-butiker, den närliggande Matmäster i Marnäs och Matmagasinet vid Grängesbergsvägen.
År 2007 meddelade Coop att de skulle etablera en Coop Extra vid Lyviksbergets handelsområde. Då hade man även en Konsumbutik vid Ludvika Gård, som behölls. Coop Extra invigdes i februari 2008. År 2017 byggdes Coop Extra ut till en Stora Coop som öppnade i september 2017.
Lidl etablerades sig i Ludvika den 3 februari 2005. Willys kom till Ludvika i november 2007 när man öppnade i en tidigare Hemköplokal på Marnäs.

### Bankväsende
Ludvika sockens sparbank grundades 1871. År 1962 öppnade dessutom Kopparbergs läns sparbank ett kontor i Ludvika. Båda uppgick runt 1970 i Länssparbanken Dalarna, som senare blev en del av Swedbank.
Uplands enskilda bank öppnade ett kontor i Ludvika den 24 februari 1873. Den 23 november 1903 etablerade sig även Kopparbergs enskilda bank i Ludvika. Den år 1904 öppnade Dalarnes bank hade avdelningskontor i Ludvika från dess start. Denna bank uppgick 1908 i Bankaktiebolaget Stockholm-Öfre Norrland. År 1918 öppnade dessutom Mälareprovinsernas enskilda bank ett kontor i Ludvika. Stockholm-Öfre Norrland uppgick i Svenska Handelsbanken och år 1925 överlät även Mälarebanken sitt kontor i Ludvika till denna bank. Då hade Kopparbergsbanken uppgått i Göteborgs bank. Uplandsbanken och Götabanken uppgick senare i Nordea.
Nordea, Handelsbanken, Länsförsäkringar och Swedbank har alla alltjämt kontor i Ludvika.

## Sport
I Ludvika finns flera föreningar som bedriver idrottsverksamhet. Exempelvis Östansbo IS och IFK Ludvika som båda sysslar med fotboll men där den sistnämnde även har en curlingsektion.